# Daniel Katz
Víctor Daniel Katz (Villa Cañás, 4 de julio de 1960), más conocido como Daniel Katz o "El Ruso", es un arquitecto y político argentino. 

## Biografía
Nacido en una familia de origen judío, sus primeros pasos en la política los dio en el claustro estudiantil de la Franja Morada de la Facultad de Arquitectura y Diseño de la Universidad Nacional de Mar del Plata. En 1991 fue elegido secretario general del Rectorado la Universidad Nacional de Mar del Plata, en 1995 fue elegido concejal por la Unión Cívica Radical en el distrito de General Pueyrredón (Mar del Plata) y reelecto en 1999.
Tras la renuncia del intendente Elio Aprile, en febrero de 2002, Katz asume como jefe comunal (segundo candidato a édil de la lista de la Alianza en 1999). El 10 de diciembre de 2003 finalizó el mandato que completó del intendente renunciante. Pero ese mismo año se postuló como jefe comunal, ganando las elecciones locales con el 48,01% de los votos válidos emitidos. Se presentó con la lista denominada "El Frente", conformada por radicales, socialistas, y vecinalistas. Las listas opositoras obtuvieron resultados de votos muy lejanos: Partido Justicialista 16,78%; Acción Marplatense 15,191%; ARI 5,05%; otros 14,26%.
En el año 2005, la UCR de Mar del Plata obtiene un ajustado triunfo en las elecciones legislativas de concejales. La UCR obtuvo el 25,28%; el FpV el 23,12%; la Acción Marplatense 14,64%; el ARI el 8,03%; el PJ el 7,79%; otros 20,84%.
Katz, el jefe comunal comenzó a tejer una alianza política-electoral con el kirchnerismo. Y en el año 2007, renunció a presentarse a la reelección de su cargo por decisión propia. Katz lanzó como candidato a intendente marplatense al contador Sergio Fares, quien no logró triunfar en la elección comunal y obtuvo el segundo lugar. Los resultados fueron: Acción Marplatense 33,95%; FpV 25,39%; UCR 15,18%; Coalición Cívica 10,65%; otros 14,84%.
De igual forma, Katz logró obtener el segundo lugar como candidato a diputado nacional por la provincia de Buenos Aires
Desde que asumió como diputado nacional, fue el presidente del bloque de diputados de la Concertación y luego de la votación de la Resolución Nacional Nº125 de Retenciones Móviles al sector agrícola, pasó a ser el titular del nuevo bloque de diputados nacionales de Consenso Federal (ConFe). Katz mantiene un fiel alineamiento con el vicepresidente de la Nación, Julio Cobos.
En el segundo semestre de 2009, Katz se retira del bloque de diputados nacionales del ConFe. Pasa a engrosar las filas de la bancada de la UCR. Ejerció la Vicepresidencia 1ª del Bloque de la UCR hasta la finalización de su mandato en diciembre de 2011. Tras esta etapa decide volver a la actividad privada.

## Vida privada
Katz está casado y tiene dos hijos.